# Varsa Mátyás
Varsa Mátyás (Vecsés, 1951. augusztus 27. – ) magyar színész, rendező.

## Életpályája
1951. augusztus 27-én született Vecsésen. 1973-ban végzett a Színház- és Filmművészeti Főiskolán színész szakán,vizsgaelőadása Schiller – Stuart Mária című darabja volt, amelyben Mortimert alakította.
Vámos László színházi rendező osztályába járt.
Pályáját a kecskeméti Katona József Színházban kezdte, itt többek között A Troilus és Cressida c. darabban Ajax szerepét kapta meg.
Varsa többször pozitívan nyilatkozott Ruszt Józseffel való közös munkáról.
Majd 1975–1979 között a szolnoki Szigligeti Színház tagja volt. Egy évadot Békéscsabán, kettőt Nyíregyházán töltött. 1984-től 1987-ig a Szegedi Nemzeti Színház művésze volt. 1987-től a Színház- és Filmművészeti Főiskolán színházelméleti szakán tanult.
1990-től Szegeden dolgozott játékmesterként, továbbá megalakította a Szegedi Színkört, melyet 1992. május 22-én hozott létre néhány szegedi színművésszel.
Itt Thomas Mann József és testvérei című művet adaptálták elsőként.